# Municipio de Mission Creek (Kansas)
El municipio de Mission Creek (en inglés: Mission Creek Township) es un municipio ubicado en el condado de Wabaunsee en el estado estadounidense de Kansas. En el año 2010 tenía una población de 496 habitantes y una densidad poblacional de 2,38 personas por km².

## Geografía
El municipio de Mission Creek se encuentra ubicado en las coordenadas 38°54′15″N 96°3′37″O / 38.90417, -96.06028. Según la Oficina del Censo de los Estados Unidos, el municipio tiene una superficie total de 208.09 km², de la cual 207,35 km² corresponden a tierra firme y (0,36 %) 0,75 km² es agua.

## Demografía
Según el censo de 2010, había 496 personas residiendo en el municipio de Mission Creek. La densidad de población era de 2,38 hab./km². De los 496 habitantes, el municipio de Mission Creek estaba compuesto por el 97,78 % blancos, el 0,6 % eran amerindios y el 1,61 % eran de una mezcla de razas. Del total de la población el 0,81 % eran hispanos o latinos de cualquier raza.